# Inge Fuhrmann
Ingeborg „Inge“ Fuhrmann (* 11. Mai 1936 in Küstrin, Provinz Brandenburg), verheiratete Ingeborg Rohnstein, ist eine ehemalige deutsche Sprinterin.

## Biografie
Fuhrmann reiste als neue Deutsche Meisterin über 100 und 200 Meter zu den Olympischen Spielen 1956 in Melbourne. Dort startete sie ebenfalls über beide Distanzen, schied jedoch beide Male im Vorlauf aus.
Zwei Jahre später trat sie bei den Europameisterschaften in Stockholm über 100 und 200 Meter an. Im selben Jahr wurde sie erneut über beide Distanzen Deutsche Meisterin, nachdem sie auch im Vorjahr über 200 Meter Gold und über 100 Meter Silber gewinnen konnte.
Bei der Universiade 1959 in Turin gewann sie mit der 4-mal-100-Meter-Staffel die Bronzemedaille.